# Phylleutypa dioscoreae
Phylleutypa dioscoreae är en svampart som först beskrevs av Elsie Maud Wakefield, och fick sitt nu gällande namn av Franz Petrak 1934. Phylleutypa dioscoreae ingår i släktet Phylleutypa och familjen Phyllachoraceae.   Inga underarter finns listade i Catalogue of Life.